# KCNQ5
El miembro 5 de KQT de la subfamilia de canales dependientes de voltaje de potasio es una proteína que en los seres humanos está codificada por el gen KCNQ5 .
Este gen es un miembro de la familia de genes del canal de potasio KCNQ que se expresa diferencialmente en subregiones del cerebro y en el músculo esquelético. La proteína codificada por este gen produce corrientes que se activan lentamente con la despolarización y pueden formar canales heteroméricos con la proteína codificada por el gen KCNQ3. Las corrientes expresadas a partir de esta proteína tienen dependencias de voltaje y sensibilidades inhibidoras en común con las corrientes M. También son inhibidos por la activación del receptor muscarínico M1. Se han encontrado tres variantes de transcripción empalmadas alternativamente que codifican distintas isoformas para este gen, pero se ha determinado la naturaleza completa de solo una.

## Interacciones
Se ha demostrado que KCNQ5 interactúa con KvLQT3 .